# Біотичний стрес
Біотичний стрес є результатом стресу, який виникає внаслідок збитків, завданих рослинам іншими живими організмами, такими як бактерії, віруси, гриби, паразити, корисні і шкідливі комахи, бур'яни, тварини і інші рослини, які культивуються або зростають як дикі.

## Сільське господарство
Вивчення біотичного стресу є основним напрямком сільськогосподарських досліджень у зв'язку з величезними економічними втратами, викликаними біотичним стресом, якого зазнають товарні культури. Зв'язок між біотичним стресом і урожайністю рослин впливає на економічні рішення, а також на практичні розробки.
Біотичний стрес впливає на динаміку популяцій, визначає коеволюційні зміни в прилеглих екосистемах, зміни кругообігу поживних речовин у них. Біотичний стрес також впливає на здоров'я рослин у садах та природних біотопах.

## Біологічна боротьба з шкідниками
Результатом спроб контролювати чисельність травоїдних агентів, які харчуються на інвазивних видах часто є біотичний стрес. Проте, деякі його наслідки можуть бути використані з корисними результами.